# دارایی‌های دوک بزرگ
دارایی‌های دوک بزرگ (آلمانی: Die Finanzen des Großherzogs) یک فیلم صامت کمدی به کارگردانی فریدریش ویلهلم مورنائو است که در سال ۱۹۲۴ منتشر شد.

## بازیگران
- آلفرد ابل
- ماکس شرک
- هری لیدکه
- آدولف اِنگرز
- ایلکا گرونینگ
- گیدو هرتزفلد
- هرمان والنتین
- گئورگ آگوست کُخ
- هانس هرمان شوفوس
- والتر ریلا
- یولیوس فالکنشتاین
- مدی کریستیانس
- روبرت شولتز